# Eucera longicornis
Eucera longicornis ist eine Biene aus der Familie der Apidae.

## Merkmale
Die Bienen haben eine Körperlänge von 13 bis 15 Millimeter (Weibchen) bzw. 12 bis 15 Millimeter (Männchen). Die Weibchen sind braun behaart. Ihre Schienenbürste (Scopa) ist weiß. Das matte Mesonotum ist nahezu wabig punktförmig strukturiert. Das zweite Tergit hat am Endrand nur wenige Punktierungen, es fehlen gut erkennbare seitliche weiße Haarflecke. Das dritte Tergit besitzt undeutlich abgegrenzte Haarflecken. Die Männchen sind rotbraun behaart, die Haare am dritten bis siebten Tergit sind schwarz. Das Labrum und die Stirnplatte (Clypeus) sind gelb. Das matte Mesonotum ist dicht punktförmig strukturiert. Den Tergiten fehlen die Binden am Hinterrand. Das geringfügig verbreiterte Fersenglied (Metatarsus) bei den Hinterbeinen ist nach vorne gekrümmt.

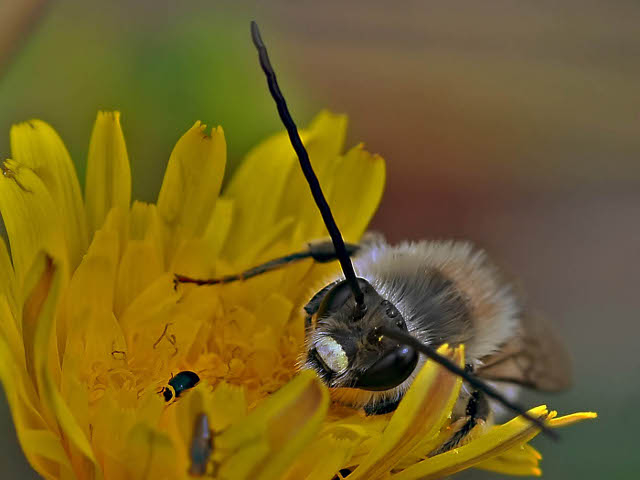
Eucera longicornis, Madrid, Spanien

## Vorkommen und Lebensweise
Die Art ist in ganz Europa, mit Ausnahme des hohen Nordens verbreitet. Pollen wird ausschließlich von Schmetterlingsblütlern (Faboideae) gesammelt. Im Mittelmeergebiet bestäuben die Männchen oft Orchideen der Gattung Ophrys. Diese imitieren im Aussehen und durch Geruch Bienenweibchen (Mimikry). Den dadurch angelockten Männchen wird beim Versuch einer Kopulation ("Pseudokopulation") ein Pollenpaket angeheftet, mit dem sie zur nächsten Blüte fliegen.
Die Tiere fliegen von Mitte April bis Anfang August. Kuckucksbiene der Art ist Nomada sexfasciata.